# جامع العمراوي

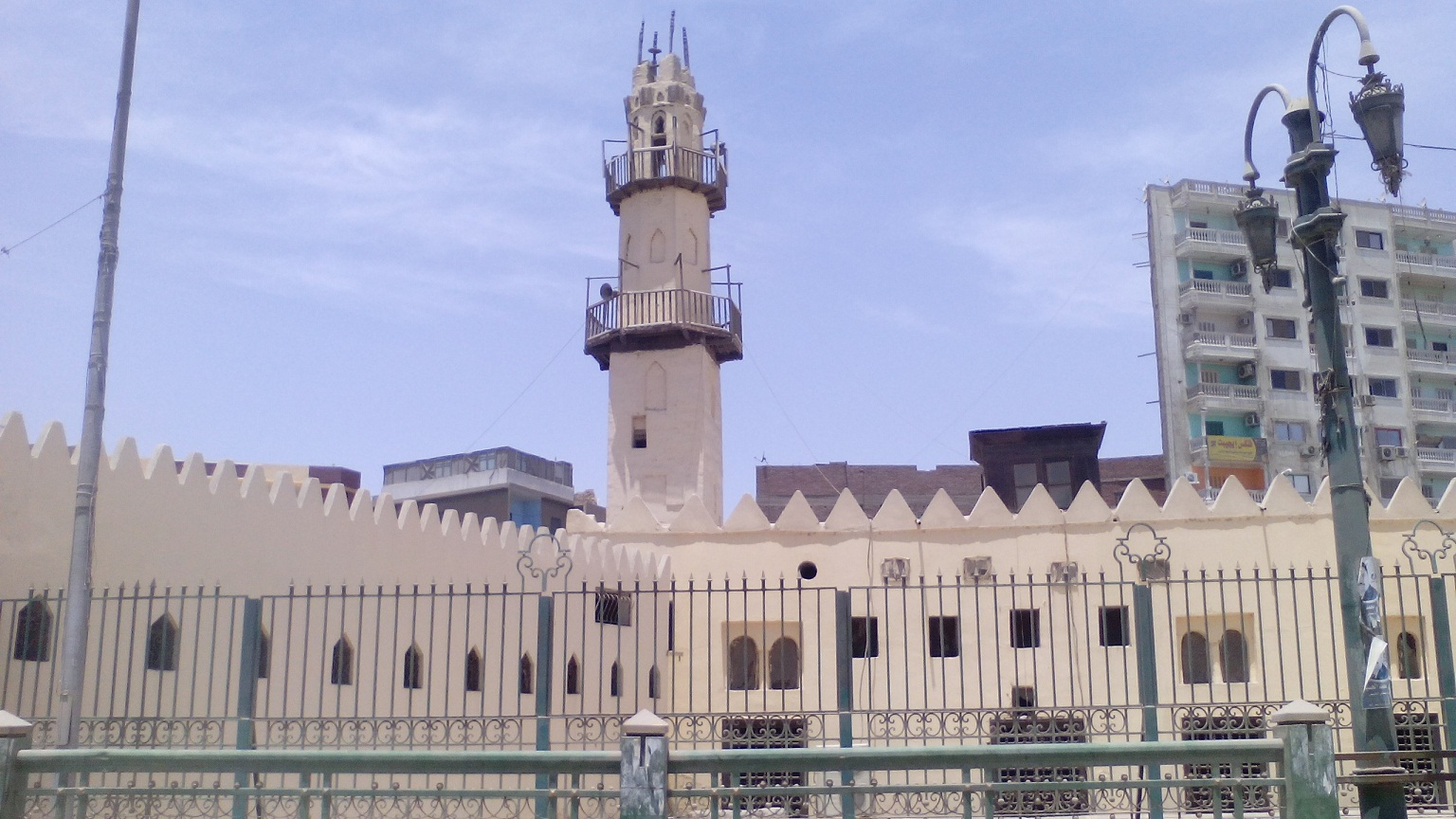
مسجد العمراوي

مسجد العمراوي سُمي بذلك، نسبة إلى عمرو بن العاص، الذي بُني المسجد في عهده، وظل على الطراز الذي أُنشأ عليه، حتى تم تجديده وتطويره عام 1129 هجرية، وتم تسجيله في عداد الآثار الإسلامية، يوم 17 سبتمبر عام 1951 ميلادية وهذا ما ذكر في الوقائع المصرية- العدد (115) في 17 ديسمبر 1951م. ويطلق عليه أيضا اسم مسجد الوادع وسُمي بذلك لوجوده على مسافة مترات قليلة من كوبرى النيل الذي كان يستخدم للعبور إلى الجانب الشرقى لدفن الموتي، وكان يقوم المشيعون بتأدية صلاة الجنازة به ويودعون ذويهم،

## موقعه
يقع هذا المسجد بمدينة المنيا علي كورنيش النيل امام كوبري المنيا الجديدة وتطل واجهته الغربية على مدخلى الكوبرى والشرقية تطل على الكورنيش.

## التاريخ المعماري

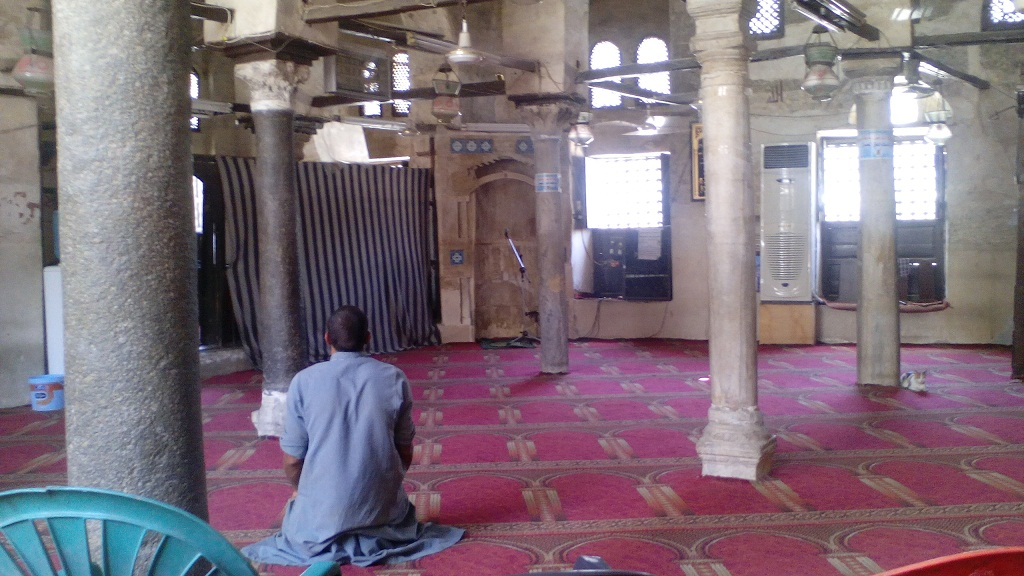
صحن المسجد من الداخل

التاريخ المعمارى للمسجد الحالى فالظاهر من طرازه أنه يجمع ما بين المساجد الجامعة ذات الطراز العربى (الصحن المكشوف والأروقة) وبين طراز المساجد العثمانية من حيث الواجهة وشكل المئذنة.
وقد جدد هذا المسجد في العصور المتلاحقة لعل آخرها كما هو ظاهر من النصوص التأسيسية به كان في العصر العثمانى.

## تخطيط المسجد
يتبع هذا المسجد الطراز العربى الأول الذي يتكون من صحن مربع مكشوف يحيط به أربعة أروقة أكبرها رواق القبلة وبه ملحقات مثل المقصورة والمئذنة، غير أن المسجد غير منتظم الأضلاع، ومنخفض عن الشارع لارتفاع منسوب الأرض المحيطة، والواجهة الغربية تمثل واجهة المسجد والمدخل الرئيسى، والمأذنة ودورات المياه، وتحتوى واجهته على صفين، وجميعها على يمين المدخل الرئيسى، بجانب صف من الشرفات المسننة، وفي الواجهة البحرية يتوسطها المدخل الشمالى، وعلى يمين ويسار المدخل يوجد 3 أكتاف بارزة في كل جانب، كما يوجد بتلك الواجهة مستويين من النوافذ، في كل من المدخل 3 نوافذ مستطيلة، يعلو كل منها دخلة مستطيلة بها نافذتان معقودتان.

## الصحن

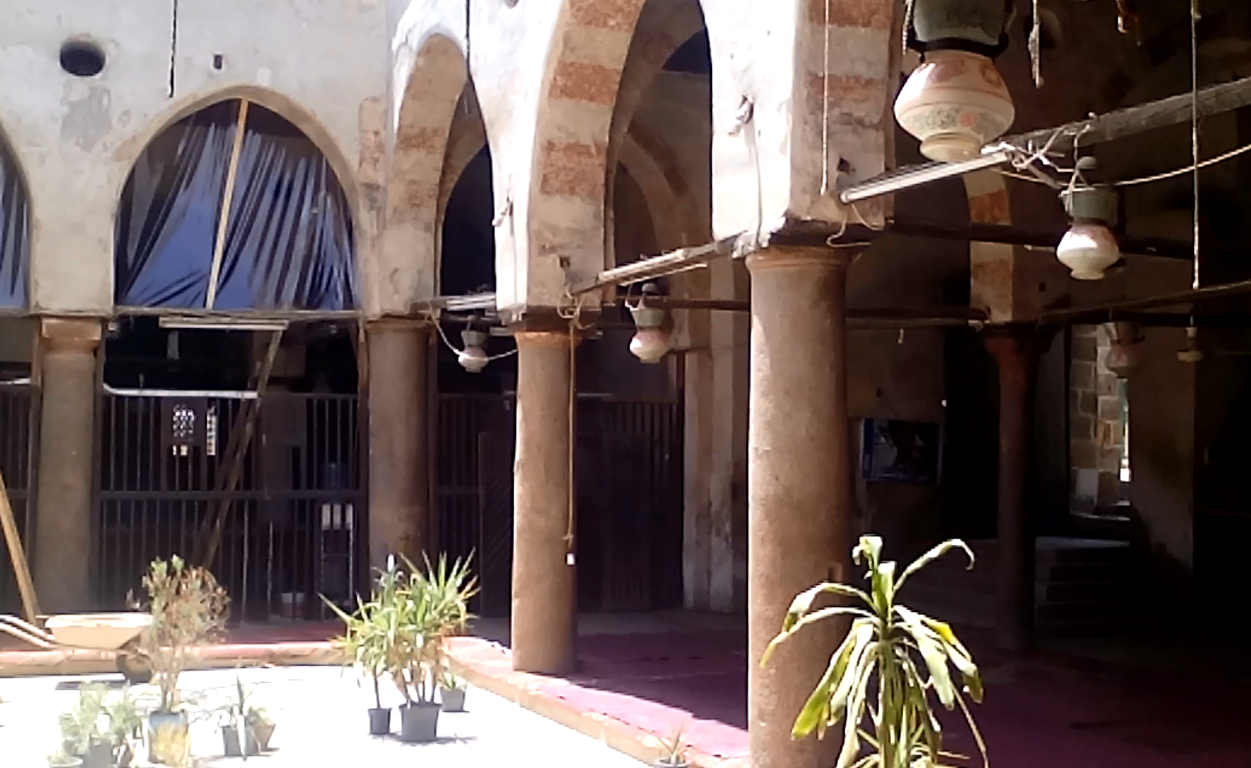
صحن المسجد من الخارج

وهو مستطيل الشكل مكشوف ويوجد في جداره الشمالى الشرقى مزولة من الرخام، كشف عنها حديثاً هذه المزولة كانت تستخدم في تحديد مواعيد الصلاة ويوجد عليها كتابات نصها: (عمل حسن في صفر 1163 هـ)

## المنبر

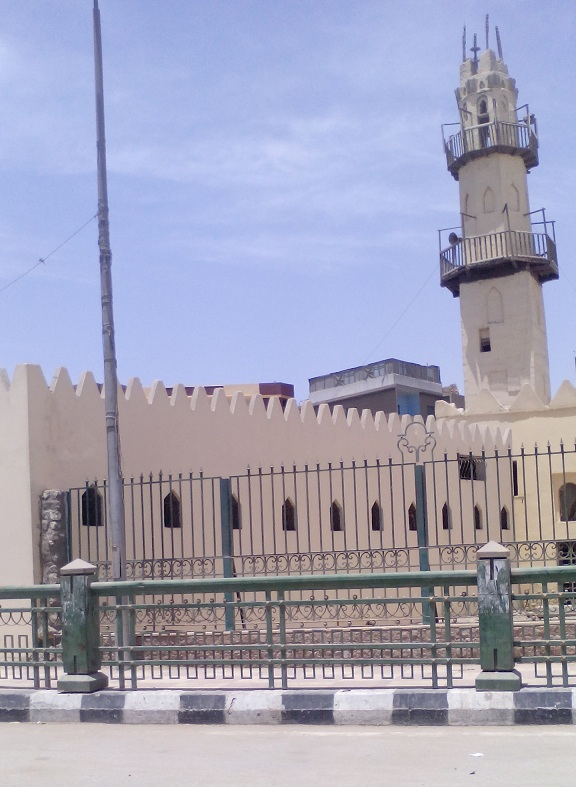
مئذنة المسجد من الخارج

يوجد بوسط الجدار الجنوبى وهو منبر يتميز بدقة شديدة في تنفيذ زخارفه له باب من ضلفتين نفذت عليه خارف بطريقة الحشوات المجمعة (العاشق والمعشوق) واستخدمت نفس هذه الطريقة في تنفيذ زخارف الريشتان ويعلو باب المنبر لوح خشبى حفر عليه هذا النص:(«إن الله وملائكته يصلون على النبى يا أيها الذين آمنوا صلوا عليه وسلموا تسليما» أنشأ هذا المسجد والمنبر الأمير مصطفى بن يحيى بن عديان) كما نقش عليه تاريخ الفراغ منه وهو صفر 1150 هـ ويتوج هذا المنبر جوسق يعلوه قبة على شكل مبخرة.

## المئذنة
تقع في الجهة الشرقية من المسجد وتتكون من ثلاث طوابق الأول مربع ينتهى بدورة خشبية ثم طابق مثمن ينتهى بدورة خشبية ثم طابق مثمن يعلوه أربعة قوائم يبدو أنها كانت تحمل جوسق المئذنة.
المراجع
المنيا نيوز
اليوم السابع